# 東京農工大学
東京農工大学（とうきょうのうこうだいがく、英語: Tokyo University of Agriculture and Technology）は、東京都府中市晴見町三丁目8番1号に本部を置く、日本の国立大学。1874年（明治7年）に設立された内務省勧業寮内藤新宿出張所の農事修学場蚕業試験掛を源流とし、第二次世界大戦後の1949年（昭和24年）に新制大学として設置された。
農学部と工学部の2学部及び大学院からなる。大学の略称は農工大、農工。

## 概観

### 大学全体
校地面積に対して学生数が少なく、少人数制教育が実施されている。
研究では、産学連携や外部資金獲得状況等が高く評価されている。また、農学、工学、理学などの融合分野の開拓を目的とした大学院である生物システム応用科学府の設立など、学問分野の融合に積極的である。

## 沿革

### 略歴
東京農工大学へつながる最も古い前身組織は、1874年（明治7年）に内務省に置かれた蚕業試験掛であるが、その系譜に連なる農学部と、工学部は1949年（昭和24年）に新制大学の東京農工大学として統合されるまでそれぞれ全く別の教育機関としての変遷を辿った。そのため、略歴および年表は、東京農工大学として統合される前はそれぞれの専門学校、統合後は東京農工大学の略歴および年表としてまとめる。なお、現在の東京農工大学農学部は東京大学農学部、筑波大学生物環境学群生物資源学類と同じく駒場農学校を起源に持つ。

#### 東京農林専門学校
1874年に内務省勧業寮内藤新宿出張所に農事修学場として設置される。1877年には農事修学場とは別に内務省樹木試験場が設立される。農事修学場は1878年に駒場農学校となり、1881年に農商務省が設立されると駒場農学校および樹木試験場は同省の管轄教育機関となる。1882年に樹木試験場は東京山林学校と改称。1886年には両教育機関を統合した東京農林学校が開校、本科と別科が設置されるが、別科が東京農工大学の前身となる。別科は1890年に帝国大学農科大学に統合される際、乙科となる。この乙科がその後、1898年に東京帝国大学農科大学実科、1919年に東京帝国大学農学部実科と東京帝国大学内での変遷を経て、1935年に東京高等農林学校として東京帝国大学から独立する。1944年には東京農林専門学校へ改称。1949年に新学制が施行されると、東京農工大学の農学部となった。

#### 東京繊維専門学校
1874年に内務省勧業寮内藤新宿出張所に蚕業試験掛として設置される。1884年に主管庁が農商務省へ移管され、農商務省蚕病試験場となり、1882年には取り扱い範囲が拡大されて蚕業試験場と改称する。1891年には農商務省仮試験場蚕事部と改称されるが、1893年には元の蚕業試験場へ戻る。さらに1896年に蚕業講習所、1899年に東京蚕業講習所、1914年に東京高等蚕糸学校と改称され、1944年には東京繊維専門学校となった。1949年に新学制が施行されると、東京農工大学の繊維学部となった。

#### 東京農工大学
繊維学部は養蚕農家の衰退とともにその役目を終えたと判断した東京農工大学は、1962年に繊維学部を工学部に改称した。1965年に大学院農学研究科、1966年に大学院工学研究科がそれぞれ設置された。2004年には国立大学法人化した。

### 年表

#### 東京農林専門学校

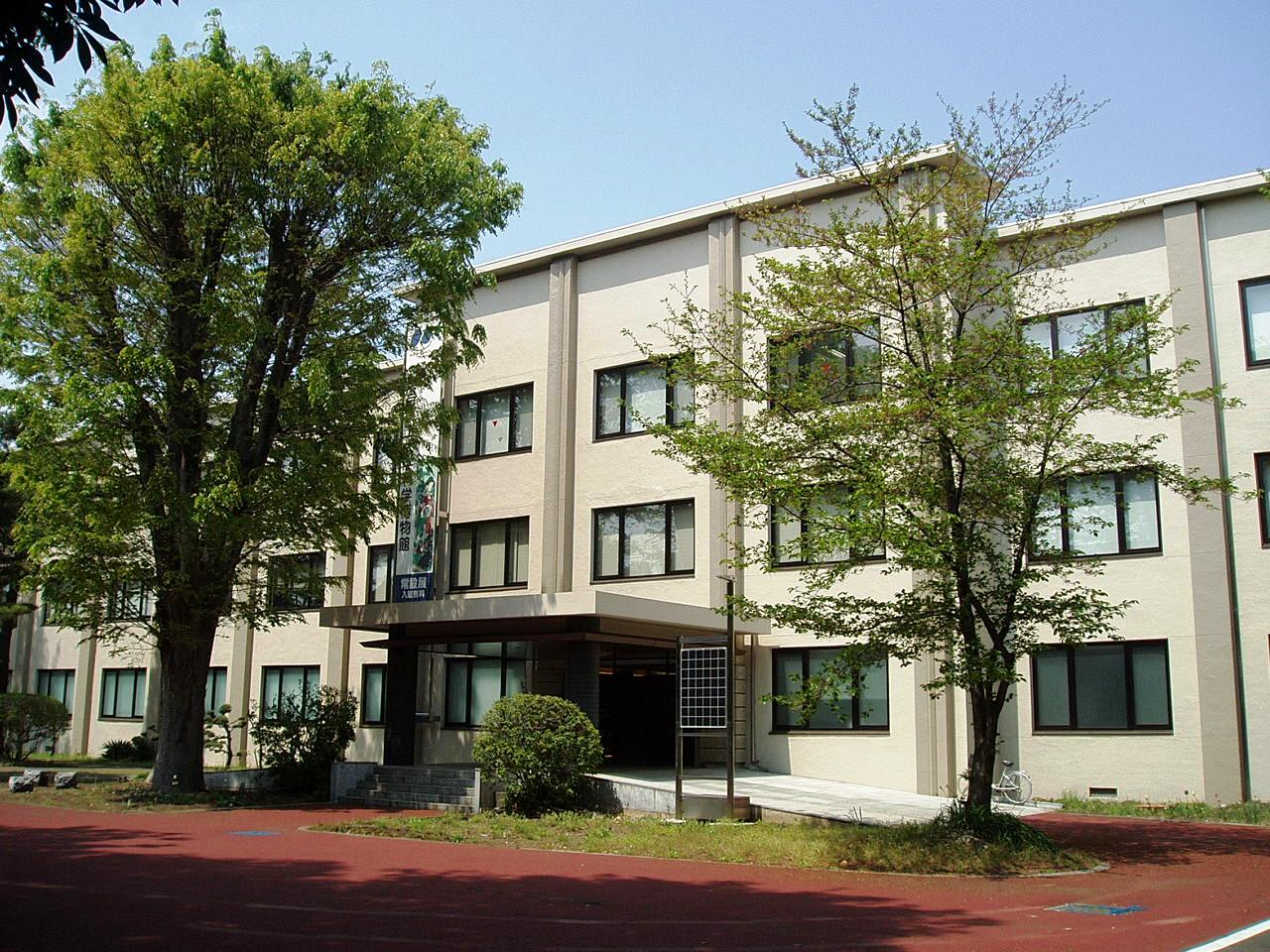
東京農工大学 科学博物館本館（旧：東京繊維専門学校本館）

- 1874年 内務省勧業寮内藤新宿出張所に農事修学場設置。
- 1877年 内務省樹木試験場設置。
- 1878年 農事修学場を駒場農学校と改称。
- 1881年 樹木試験場および駒場農学校は農商務省管轄となる。
- 1882年 樹木試験場を東京山林学校と改称。
- 1886年 樹木試験場および駒場農学校を統合、東京農林学校設置。
- 1890年 帝国大学農科大学へ統合、同大学乙科となる。
- 1898年 東京帝国大学農科大学実科と改称。
- 1919年 東京帝国大学農学部実科と改称。
- 1935年 東京高等農林学校として独立、現在地の府中へ移転。
- 1944年 東京農林専門学校と改称。
- 1949年 東京農工大学へ統合。

#### 東京繊維専門学校
- 1874年 内務省勧業寮内藤新宿出張所に蚕業試験掛設置。
- 1884年 農商務省へ移管、農商務省蚕病試験場と改称。
- 1887年 蚕業試験場と改称。
- 1891年 農商務省仮試験場蚕事部と改称。
- 1893年 蚕業試験場と改称。
- 1896年 蚕業講習所と改称。
- 1899年 東京蚕業講習所と改称。
- 1914年 東京高等蚕糸学校と改称。
- 1940年 現在地の小金井に移転。
- 1944年 東京繊維専門学校と改称。
- 1949年 東京農工大学へ統合。

#### 東京農工大学
- 1949年 東京農林専門学校と東京繊維専門学校を統合して新制東京農工大学が発足、農学部と繊維学部を設置。農学部には農学科、林学科、獣医学科を、繊維学部に養蚕学科、製糸学科、繊維学科を設置。
- 1951年 繊維学部に蚕糸別科設置。繊維学部に繊維化学科設置（繊維化学科の開講は1953年度）。
- 1952年 農学部に農芸化学科設置。
- 1953年 繊維学部の繊維学科を繊維工学科と改称。
- 1954年 農学専攻科設置。繊維学専攻科設置認可。繊維学専攻科に養蚕学、製糸学、繊維工学、繊維化学の各専攻を開設。蚕糸別科養蚕専攻を繊維学別科養蚕専修、製糸専修と改称。
- 1959年 繊維学部に機械工学科を設置。
- 1960年 繊維学部に工業化学科を設置。繊維学部の繊維化学科を募集停止。
- 1961年 農学部に農業生産工学科設置。
- 1962年 繊維学部を工学部へ、繊維学専攻科を工学専攻科へ改称。工学部に電気工学科を設置。養蚕学科および養蚕別科を農学部へ移管。
- 1963年 繊維化学科終了。機械工学専攻科を設置。農学部に植物防疫学科設置。
- 1964年 工業科学専攻科を設置。
- 1965年 大学院農学研究科（修士課程）を設置。別科を別科養蚕専修に改称。農学専攻科廃止。農学部に林産学科を設置。
- 1966年 大学院工学研究科（修士課程）を設置。工学専攻科規程を廃止。工学部に化学工学科を設置。
- 1967年 工学部に応用物理学科を設置。
- 1971年 工学部の繊維工学科を繊維高分子工学科と改称。
- 1972年 工学部に電子工学科を設置。
- 1973年 農学部に環境保護学科を設置。
- 1974年 農学部の養蚕学科を蚕糸生物学科に改称。工学部に生産機械工学科を設置。
- 1976年 工学部に数理情報工学科を設置。
- 1978年 農学部農業生産工学科を農業工学科に改称。
- 1979年 工学部に資源応用化学科を設置。
- 1982年 工学部の製糸学科、繊維高分子工学科を高分子工学科、材料システム工学科に改組。
- 1983年 工学部に機械システム工学科を設置。
- 1984年 農学部獣医学科を改組
- 1985年 大学院連合農学研究科（博士課程）を設置。
- 1989年 大学院工学研究科（修士課程）を工学研究科（博士前期・後期課程）に改組。
- 1990年 農学部は農学科と蚕糸生物学科を統合して生物生産学科に改組。農芸化学科、植物防疫学科、林産学科を統合し応用生物科学科に改組。農業工学科、林学科、環境保護学科を環境・資源学科に改組。
- 1995年 
  - 大学院生物システム応用科学研究科（博士前期・後期課程）を設置。
  - 農学部は応用生物科学科の旧植物防疫学科の講座の一部を生物生産学科に移管。応用生物科学科の旧林産学科の講座と環境・資源科学科は旧環境保護学科の講座と統合し環境資源科学科に改組（旧植物防疫学科の講座の一部と応用生物科学科の旧農芸化学科の講座はそのまま）。環境・資源科学科の残り、旧農業工学科と旧林学科の講座は地域生態システム学科に改組。
- 2004年
  - 国立大学法人化により「国立大学法人東京農工大学」に移行。
  - 大学院を部局化し、共生科学技術研究部（研究組織）および工学教育部、農学教育部、生物システム応用科学教育部（教育組織）に再編。
- 2005年 大学院技術経営研究科（専門職学位課程）を設置。
- 2006年 研究部、教育部を研究院（研究組織）および工学府、農学府、生物システム応用科学府（教育組織）に名称変更。
- 2010年 共生科学技術研究院（研究組織）を、工学研究院および農学研究院に再編。
- 2011年 技術経営研究科を改組し、大学院工学府産業技術専攻（専門職学位課程）へ再編
- 2012年 農学部に岩手大学と共同で「共同獣医学科」を設置。
- 2017年 東京農工大学科学博物館が、岡谷蚕糸博物館（長野県岡谷市）と連携協力に関する協定を締結[2]。
- 2019年 工学部を8学科（生命工学科、応用分子化学科、有機材料化学科、化学システム工学科、機械システム工学科、物理システム工学科、電気電子工学科、情報工学科）から6学科（生命工学科、生体医用システム工学科、応用化学科、化学物理工学科、機械システム工学科、知能情報システム工学科）に改組。

## 基礎データ

### 所在地
- 府中キャンパス
  - 大学本部：東京都府中市晴見町3-8-1
  - 農学部等：東京都府中市幸町3-5-8
- 小金井キャンパス

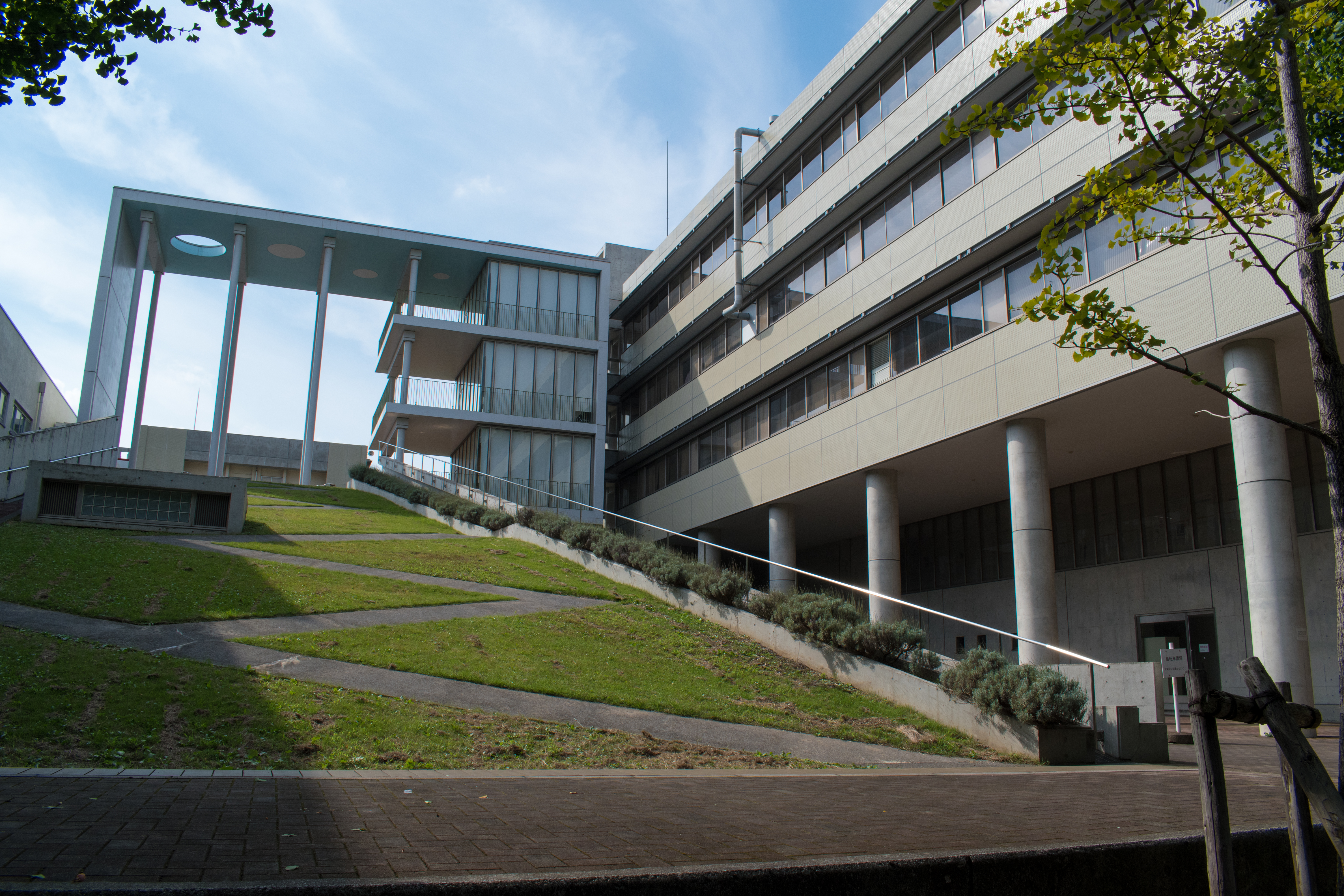
小金井キャンパス 新1号館

  - 工学部等：東京都小金井市中町2-24-16

### 学生数
2024年5月1日時点。（）内は女子の学生数を内数で表す。
- 学部 3,776人（1,359人）- うち留学生48人（17人）
- 大学院 2,138人（729人）- うち留学生294人（141人）

#### 男女比
2024年5月現在、農学部は女子の学生数（705人）が男子（671人）を上回っている。工学部も生命工学科などがあるため他大学の工学部よりも女子学生の比率が高く、日本国内の大学工学部全体の女子比率が約16％である（2021年度）のに対して、本学では約28％である。

#### 留学生
2024年5月現在、52人の研究生等を含めて394人の外国人留学生が在籍している。留学生の出身国の中で人数が最多の国は中華人民共和国（194人）であり、次いでインドネシア（23人）、マレーシア（21人）、ベトナム（17人）と続く。

### 象徴
- 英語表記の略称「TAT」をモチーフにしたブランドマークを制定している。マーク中のグリーンは「農学」、ブルーは「工学」を表している。制作は戸田正寿。
- スクールカラーは、イブ・クライン・ブルー。
- 徽章は、大小2枚の欅の葉に「大学」の文字を配したもの。1956年（昭和31年）に制定された[6]。

### 東京農工大学憲章
国立大学法人化に伴い、2006年7月1日に制定された。前文、基本理念、教育、研究、社会貢献・国際交流、運営の6項目からなる。
基本理念
使命指向型教育研究―美しい地球持続のための全学的努力 (MORE SENSE:Mission Oriented Research and Education giving Synergy in Endeavors toward a Sustainable Earth)

## 教育および研究

### 組織

#### 学部

##### 農学部
- 生物生産学科[8]（旧農学科・旧植物防疫学科（一部））
  - 学科系科目
    - 生産技術環境系：農業生産技術学、土壌学、植物栄養学
    - 植物生産系：園芸学、作物学、植物育種学、国際生物資源学、遺伝子細胞工学
    - 動物生産系：畜産学、動物生化学（哺乳類型・昆虫系）、昆虫機能生理化学、蚕学
    - 農業経営経済系：農業経済学、農業経営・生産組織学、農業市場学、国際地域開発政策学
- 応用生物科学科[8]（旧農芸化学科・旧植物防疫学科（一部））
  - 講座
    - 分子生命化学講座：生物化学分野、遺伝子機能制御学分野、構造生化学分野、発酵学分野、植物工学分野、遺伝子工学分野、細胞組織生化学分野
    - 生物機能化学講座：生物制御化学分野、生物有機化学分野、食品化学分野、栄養生理化学分野、応用蛋白質化学分野、応用植物生化学分野
    - 生物制御学講座：植物病理学分野、応用昆虫学分野、応用遺伝生態学分野、相関分子生物学分野、細胞分子生物学分野
- 環境資源科学科[8]（旧林産学科と旧環境保護学科）
  - 分野
    - 環境修復分野
    - 植物環境分野
    - 環境汚染解析分野
    - 環境物質科学分野
    - 生物圏変動解析分野
    - 生活環境分野
    - バイオマス・リサイクル分野
    - テニュアトラック
- 地域生態システム学科[8]（旧林学科と旧農業工学科）
  - 部門
    - 自然環境保全学部門
      - 旧生態系保全学分野：生物多様性保全学、植生管理学、森林生態学、動物生態学、樹木学、造園学、野生動物保全技術論、景観生態学、植生学、野生動物保全学
      - 旧森林科学分野：水文学、森林計画学、山地保全学、森林生態学、森林生産システム学、森林施設工学、森林立地学、森林施業論、持続的森林管理論、砂防工学

    - 共生持続社会学部門：環境哲学、環境文化史、比較心理学、環境工法、環境経済学、環境教育学、環境倫理学、共生社会思想、国際協力論、国際開発論
    - 農業環境工学部門：土壌物理学、構造解析学、地盤工学、水利施設工学、農業機械学、農村地域計画学、農地工学、農産プロセス工学、灌漑排水工学、バイオマス利用論
    - 国際環境農学部門：国際生物生産資源学、水利環境保全学、環境地盤工学、流域環境修復保全学、国際比較経済開発論、人口社会学、農薬動態学
- 共同獣医学科[8]（6年制[7]）
  - 分野
    - 基礎獣医学：獣医解剖学、獣医生理学、動物行動学、獣医薬理学
    - 病態獣医学：獣医病理学、獣医微生物学、獣医伝染病学
    - 応用獣医学：獣医毒性学、獣医衛生学、獣医公衆衛生学
    - 臨床獣医学：獣医内科学、獣医分子病態治療学、獣医外科学、獣医画像診断学、獣医臨床繁殖学、獣医臨床腫瘍学、比較動物医学

##### 工学部
2019年（平成31年）4月より、以下の学科に改組される。
- 生命工学科[8]
  - 分野
    - 生体機能工学：細胞機能工学、生命分子情報科学、生体分子構造学、細胞分子工学、植物情報工学、バイオビジネス、ナノ生命工学
    - 応用生物工学：生命分子工学、海洋生命工学、生体電子工学、分子生命工学、生命有機化学、生命環境工学
- 生体医用システム工学科[8]
  - 分野
    - 生体情報計測システム、生体医用フォトニクス、生体医用工学、半導体量子科学、生物物理学、光エレクトロニクス
- 応用化学科[8]
  - 分野
    - 応用化学：分子変換化学、光電子材料科学、分子設計化学、無機個体化学、電子エネルギー化学、分子触媒化学、高分子物理化学、有機・高分子素材化学、有機物性化学、バイオ高分子材料、超分子・分子集積構造材料
- 化学物理工学科[8]
  - 分野
    - 化学物理工学：化学工学、物理工学、応用物理学、化学エネルギー工学、環境バイオエンジニアリング、反応工学、分離工学、物性工学、異相界面工学、微粒子工学、プロセスシステム工学、量子機能工学、基礎電子工学、電子機能集積工学、量子過程工学、量子光工学、エネルギーシステム工学
- 機械システム工学科[8]
  - 分野
    - 流体力学、機械材料学、材料力学、弾塑性解析、機械要素解析、機械システム設計、熱流体システム設計、車両システム工学、精密計測工学、制御システム、機械電子工学、生産システム工学、機械解析幾何学、機械解析代数学、メカノフォトニクス、メカノビジネス、宇宙工学
- 知能情報システム工学科[8]
  - 分野
    - 数理情報工学：システムソフトウェア、ネットワーク、セキュリティ、パターン認識、人工知能、ロボティクス、コンピュータグラフィックス・ＶＲ、ヒューマンインターフェース、計算機アーキテクチャ、アルゴリズム
    - 電子情報工学：計測・制御工学、信号処理、画像工学、通信工学、電子材料・物性工学、ナノデバイス、パワーエレクトロニクス、ワイヤレス通信、電磁気学、電子回路、電子デバイス

#### 研究科

##### 研究組織
- 農学研究院[10]
  - 生物生産科学部門
  - 共生持続社会学部門
  - 応用生命化学部門
  - 生物制御科学部門
  - 環境資源物質科学部門
  - 物質循環環境科学部門
  - 自然環境保全学部門
  - 農業環境工学部門
  - 国際環境農学部門
  - 動物生命科学部門
  - 生物システム科学部門
- 工学研究院[10]
  - 生命機能科学部門
  - 応用化学部門
  - 先端機械システム部門
  - 先端物理工学部門
  - 先端電気電子部門
  - 先端情報科学部門
  - 先端健康科学部門
  - 数理科学部門
  - 言語文化科学部門

##### 教育組織
- 工学府
  - 博士前期課程
    - 生命工学専攻
      - 主要教育研究分野[11]
        - 生体機能工学専修
        - 応用生物工学専修
        - 生命環境工学
        - 身体運動システム学
        - 人間行動システム学
        - 生物言語学
        - 環境ゲノム工学（産業技術総合研究所との連携分野）

    - 応用化学専攻[12]
      - 主要教育研究分野
        - 物質応用化学専修
        - 有機材料化学専修
        - システム化学工学専修
        - 化学情報コミュニケーション学
        - 非平衡プロセス工学（三菱ケミカルホールディングスとの連携分野）

    - 機械システム工学専攻[13]
      - 主要教育研究分野
        - システム基礎解析専修
        - 設計生産システム専修
        - 宇宙工学
        - 機械情報コミュニケーション学
        - 機械解析幾何学
        - 交通輸送システム工学（鉄道総合技術研究所との連携分野）
        - 宇宙航空工学（宇宙航空研究開発機構との連携分野）
        - 交通安全環境工学（交通安全環境研究所との連携分野）
        - ヒューマノイド工学（産業技術総合研究所との連携分野）
        - 自動車予防安全工学（日本自動車研究所との連携分野）

    - 物理システム工学専攻[14]
      - 主要教育研究分野
        - 量子系工学専修
        - 複雑系工学専修
        - 物理情報コミュニケーション学

    - 電気電子工学専攻[15]
      - 主要教育研究分野
        - 電気電子システム工学専修
        - 電子メディア工学専修
        - 先端電子情報システム工学（日立製作所中央研究所との連携分野）
        - 情報通信工学（情報通信研究機構との連携分野）
        - バイオメディカルエレクトロニクス（理化学研究所との連携分野）

    - 情報工学専攻[16]
      - 主要教育研究分野
        - 情報工学専修
        - ユビキタス＆ユニバーサル情報環境専修

    - 注：「専修」は複数の教育研究分野で構成

  - 博士後期課程
    - 生命工学専攻
      - 主要教育研究分野[17]
        - 生体機能工学専修
        - バイオビジネス
        - 植物情報工学
        - 応用生物工学専修
        - バイオソサエティ工学講座（教育研究分野：生命環境工学）
        - 生物言語学
        - 環境ゲノム工学（産業技術総合研究所との連携分野）

    - 応用化学専攻[18]
      - 主要教育研究分野
        - 精密分子化学専修
        - 有機材料化学専修
        - システム化学工学専修
        - 化学情報コミュニケーション学
        - 非平衡プロセス工学（三菱ケミカルホールディングスとの連携分野）

    - 機械システム工学専攻[19]
      - 主要教育研究分野
        - 機械物理工学専修
        - システム設計工学専修
        - 宇宙工学
        - 交通輸送システム工学（鉄道総合技術研究所との連携分野）
        - 宇宙航空工学（宇宙航空研究開発機構との連携分野）
        - 交通安全環境工学（交通安全環境研究所との連携分野）
        - ヒューマノイド工学（産業技術総合研究所との連携分野）
        - 自動車予防安全工学（日本自動車研究所との連携分野）

    - 電子情報工学専攻[20]
      - 主要教育研究分野
        - 物理応用工学専修
        - 物理情報コミュニケーション学
        - 電子応用工学専修
        - 知能・情報工学専修
        - 先端電子情報システム工学（日立製作所中央研究所との連携分野）
        - 情報通信工学（情報通信研究機構との連携分野）
        - バイオメディカルエレクトロニクス（理化学研究所との連携分野）

    - 注：「専修」は複数の教育研究分野で構成

  - 産業技術専攻（専門職大学院課程 (MOT)・旧技術経営研究科技術リスクマネジメント専攻）
    - 生命産業技術コース
    - 環境・材料産業技術コース
    - 先端機械産業技術コース
    - 情報処理産業技術コース
- 農学府[21]（修士課程）
  - 生物生産科学専攻[22]
    - 教育研究分野：生産環境科学、植物生産科学、動物生産科学

  - 共生持続社会学専攻[23]
    - 教育研究分野：共生人間学、環境社会関係学、食糧環境経済学

  - 応用生命化学専攻[24]
    - 教育研究分野：生体分子化学、生理生化学、分子生物学、環境老年学

  - 生物制御科学専攻[25]
    - 教育研究分野：生物機能制御学、生物適応制御学

  - 環境資源物質科学専攻[26]
    - 教育研究分野：環境資源材料学、資源機能制御学

  - 物質循環環境科学専攻[27]
    - 教育研究分野：環境生物学、環境化学

  - 自然環境保全学専攻[28]
    - 教育研究分野：生態系保全学、森林環境保全学

  - 農業環境工学専攻[29]
    - 教育研究分野：地域環境工学、生物生産工学

  - 国際環境農学専攻[30]
    - 教育研究分野：国際環境修復保全学、国際生物生産資源学、国際地域開発学
- 生物システム応用科学府 (BASE)
  - 生物機能システム科学専攻（博士前期課程、博士後期課程、2015年入学生以降）
  - 教育研究分野[31]：物質機能設計、物質機能応用、物質機能分析、生体医用フォトニクス、生体モデル知覚システム、環境機械システム、生体・環境応用システム、資源生物創製科学、物質エネルギーシステム、物質エネルギー設計、エネルギーシステム解析、生物情報計測システム、生態系型環境システム、生物応答制御科学、食料安全科学、環境モニタリングシステム
  - 食料エネルギーシステム科学専攻（一貫制博士課程、2015年入学生以降）
  - 共同先進健康科学専攻（博士課程のみ。早稲田大学との連携による共同専攻）
  - 生物システム応用科学専攻（博士前期課程、博士後期課程、2014年入学生以前）
    - 物質機能システム学専修
    - 生体機構情報システム学専修
    - 循環生産システム学専修
    - 注：「専修」は複数の教育研究分野で構成
- 連合農学研究科[32]（博士課程。茨城大学、宇都宮大学と連携して設置。基幹校は東京農工大学）
  - 生物生産科学専攻
    - 大講座：植物生産科学、動物生産科学、生物制御科学

  - 応用生命科学専攻
    - 大講座：応用生物化学、生物機能化学

  - 環境資源共生科学専攻
    - 大講座：森林資源物質科学、環境保全学

  - 農業環境工学専攻
    - 大講座：農業環境工学

  - 農林共生社会科学専攻
    - 大講座：農林共生社会科学
- 連合獣医学研究科
  - 岐阜大学大学院連合獣医学研究科（博士課程）
    - 獣医学専攻
      - 連合講座：基礎獣医学、病態獣医学、応用獣医学、臨床獣医学

#### 附属機関
- 先端産学連携研究推進センター
- 大学教育センター
- 図書館
  - 府中図書館
  - 小金井図書館
- 国際センター
- 保健管理センター
- 総合情報メディアセンター
- 学術研究支援総合センター
- 東京農工大学科学博物館（旧繊維博物館）
- 環境安全管理センター
- 放射線研究室
- 女性未来育成機構
- 環境リーダー育成センター
- イノベーション推進機構
- テニュアトラック推進機構
- 学部附属施設
  - 農学部附属広域都市圏フィールドサイエンス教育研究センター（FSセンター）
    - フィールドミュージアム府中（FM府中、府中キャンパス内）
      - 農工夢市場

    - FM本町（東京都府中市本町、水田生態系）
    - FM津久井（神奈川県相模原市・旧津久井町、物質循環、地域密着型生産技術体系）
    - FM多摩丘陵（東京都八王子市堀之内、気象観測、波丘地利用研究）
    - FM大谷山（群馬県みどり市、物質循環）
    - FM草木（群馬県みどり市）
    - FM唐沢山（栃木県田沼町・佐野市、栃木県立自然公園の一部）
    - FM秩父（埼玉県秩父、秩父多摩甲斐国立公園の一部）

  - 農学部附属動物医療センター（旧家畜病院）
  - 農学部附属硬蛋白質利用研究施設
  - 農学部附属フロンティア農学教育研究センター
    - 先進植物工場研究施設

  - 農学部附属国際家畜感染症防疫研究教育センター
  - 工学部附属ものづくり創造工学センター（旧機械工場）

##### 農工夢市場
農工夢市場は、FSセンターで生産された農産物や加工品などを一般向けに販売するアンテナショップである。食農教育の一環としての情報発信や収集の基地、また、農林産物の生産から収穫、販売まで行える実践教育の場でもある。府中キャンパス南門で毎週月曜日・火曜日および木曜日に野菜・果物、農産物加工品、焼酎などを販売している。

##### 動物医療センター
府中キャンパスで「動物医療センター」、小金井キャンパスで「小金井動物救急医療センター」を運営している。本学の教育医療施設として機能するとともに、伴侶動物の診断・治療を中心に、西東京地区における二次診療機関として高度獣医療を提供することによって地域社会のニーズに応えることを重要な責務としている。多摩地域の高度医療を担う動物病院として、最新の設備や診断・治療装置が設置されている。外来診療の対象動物は犬および猫である。

##### ものづくり創造工学センター
ものづくり創造工学センターは、各種の工作機械を備えた「ものづくり」を行う工場である。学部学科を問わず、各研究室やサークルが利用できる。また、常時2名の職員がおり、加工に関する指導・助言を行っている。

#### 21世紀COEプログラム
2002年に2件が採択されている。
化学、材料化学
- ナノ未来材料

学際、複合、新領域
- 新エネルギー、物質代謝と生存科学の構築

#### 産官学連携
産官学連携では非常に高い評価を得ている。工学部のある小金井キャンパス内にはその拠点となる産官学連携・知的財産センターや、特許管理、技術移転を取り仕切る農工大TLO株式会社が存在する。

### 教育
特色ある大学教育支援プログラム
- 興味と経験から学びを深化する基礎教育（4つの段階を踏む教育モデル-SEED）

法科大学院等専門職大学院形成支援プログラム
- MOT協議会における教育推進プログラム
- ビデオ教材による技術リスク教育の高度化

### 運動

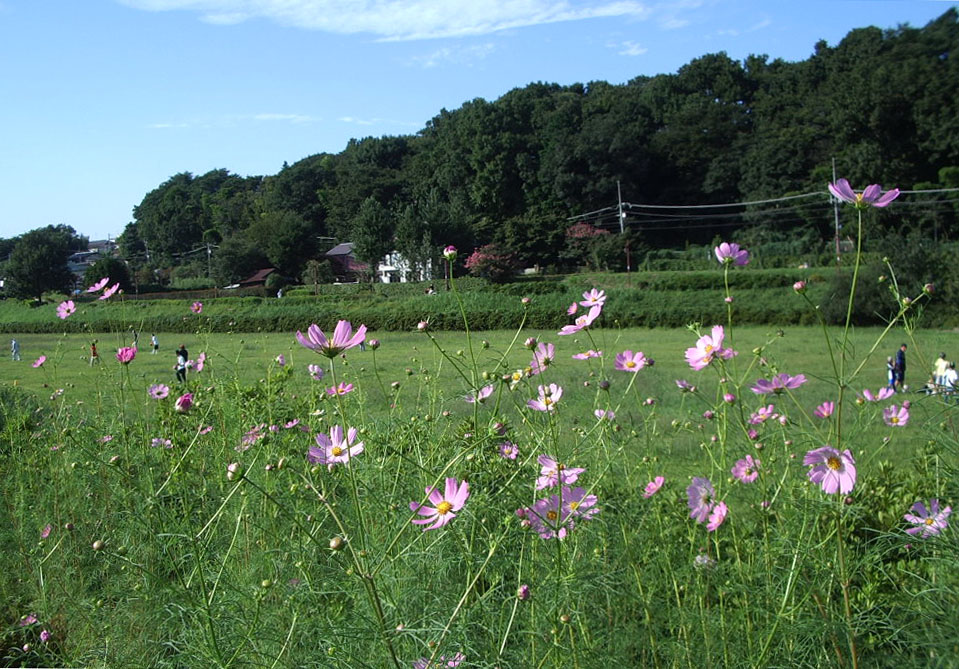
小金井キャンパスが所在する小金井市中町の野川河川敷

高度経済成長期、環境が悪化した野川を守ろうと立ち上がった地域住民の運動に対し、学科の枠を超えて、環境保全のための研究の側面から教員らが協力した。その結果、現在、地域住民の憩いの場となっている野川の環境や景観が保全されることとなった。

## 学生生活

### キャンパス周辺環境

#### 府中キャンパス
- 最寄駅はJR武蔵野線北府中駅で、駅からは徒歩約12分である[37]。あるいは国分寺駅南口や府中駅から京王バス「寺91」系統に乗車し、最寄りの晴見町（東京農工大学前）バス停で降りれば徒歩2分程度で正門に着く。府中駅から徒歩で通学する者も見られる。
- キャンパス内には厩舎や牛舎、農地などがあり[38]、馬場や馬術部の寮も併設している。キャンパスの一角にはニホンアナグマ等の野生動物が生息しており、研究対象になっている[39]。

#### 小金井キャンパス

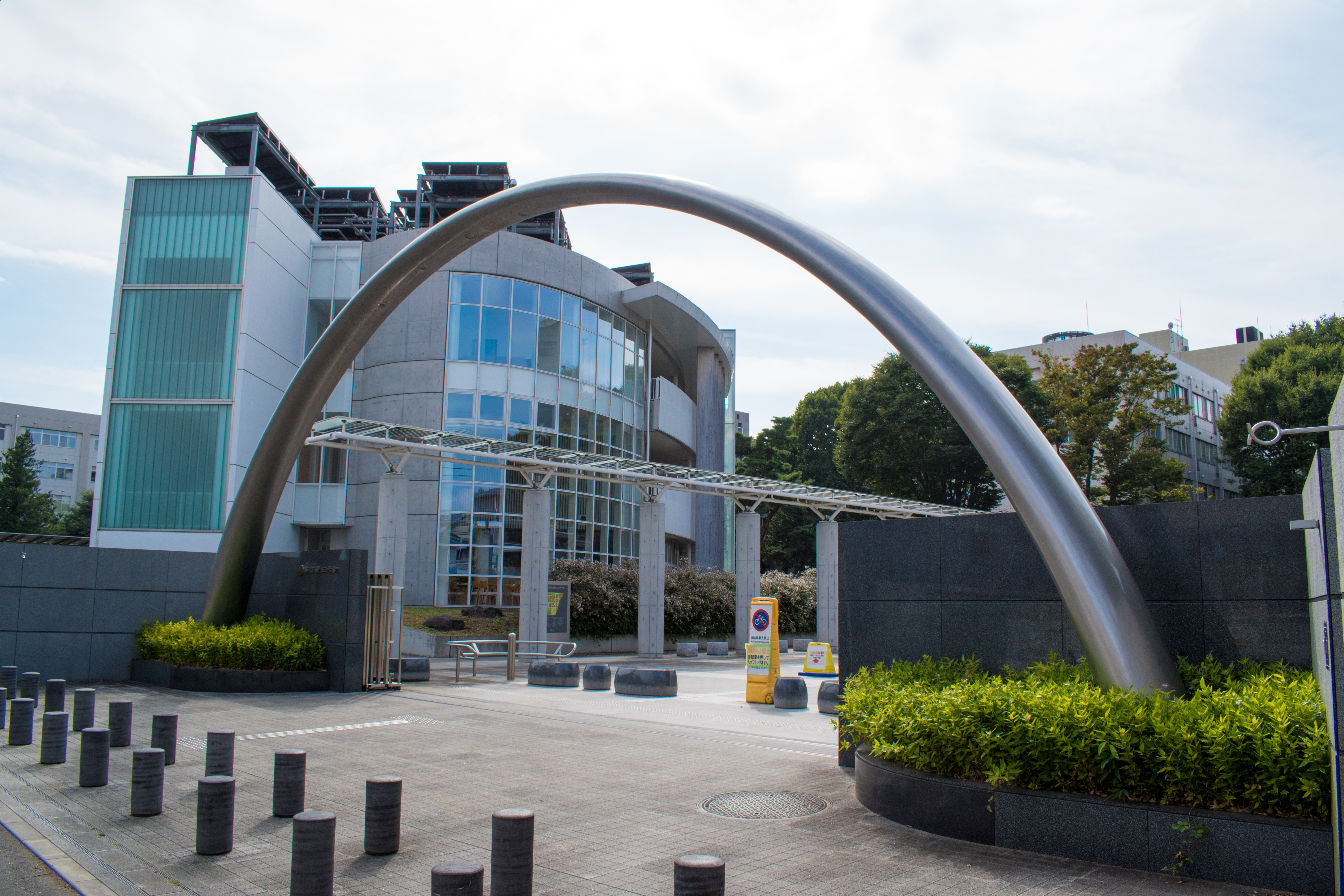
小金井キャンパス 東門

- 最寄駅はJR中央本線東小金井駅で、南口からは徒歩約8分、nonowa口からは徒歩約6分である[37]。
- 構内の学生食堂はキャンパス東部の2箇所にある。

### サークル活動
農工大には100を越すサークルが存在する。サークルの多くは農・工の両学部で活動を行っている。

#### 体育系
- 硬式野球部は東京新大学野球連盟に所属している。優勝回数 1部：なし 2部：4回 3部：11回（最多タイ） 4部：1回
- アメリカンフットボール部は1975年に創部された。関東大学アメリカンフットボール連盟に1978年に加盟し現在は3部リーグに所属している。1983年から1990年までは2部リーグに所属していた。
- オリエンテーリング部は正式名称を東京農工大学OLCとし、関東学連に所属している。2006年には創部30周年を迎えた。
- 馬術部では、国有馬他、部でも数頭の馬を所有し、府中競馬場での合宿など部活動の中でも特異な存在である。調教師や日本中央競馬会 (JRA) 獣医などを多く輩出している。過去には農学部獣医学科は全員所属しなければならない時期もあったため、OBが非常に多い。
- 東京帝国大学農学部実科の時代ではあるが箱根駅伝に5回出場している。

#### 文化系
- 農学部では学生らで農業を行う「耕地の会」や実際に狩猟を行う「狩り部」、発酵食品を作る「発酵ラボ」などといった農工大特有の農ゼミ。植物研究会や昆虫研究会など他の大学ではあまり見られない珍しいサークルが活動しており、農工大の特徴とも言える。
- 工学部では自動車を自作し競技に参加するサークルや、ロボットや機械などを作るサークルなど工学部らしいサークルが存在する。
- 2006年にはロボット研究会R.U.R.がNHK大学ロボコンで優勝し[41]、ABUロボコン（ロボコン世界大会）に日本代表として出場し、アイデア賞を受賞した[42]。
- 2015年には航空研究会[43]が全日本学生室内飛行ロボットコンテストの自動操縦部門で優勝している。
- 近年では農工大で宇宙工学を専攻する学生を中心としたロケット開発を行う宇宙工学研究部[44]が設立され、ハイブリッドロケットの自主開発・打上に成功している。
- 音楽系サークルも活発で、軽音楽部は9つの大学と交流、ギター部は一橋大学などと交流、グリークラブは女子美術大学と交流している。

### 学園祭（農工祭・皐槻祭）
学園祭は「農工祭」と呼ばれ、毎年11月に農学部と工学部でそれぞれ開催していたが、2016年度からは農学部だけで行っていた。農学部と工学部の盛り上がりの温度差が大きかった。その理由は、工学部内のサークルのほとんどが、工学部会場よりも農学部会場への参加（模擬店や出し物・展示など）に力を入れていたためである。農工祭では、環境問題を意識したゴミ集積所の設置、農工大産の農作物や加工食品の販売、動物とのふれあい体験など農学部らしい一面も見ることができる。また、農工祭と同時に、研究の内容を一般向けに展示する科学技術展も開催され、大学の研究成果を社会に還元する場の一つとなっている。
工学部の学園祭は2023年から「皐槻祭（）」の名称で復活し、同年5月28日に第1回が実施された。

## 大学関係者と組織

### 大学関係者組織
- 東京農工大学には生活協同組合があるが、この生活協同組合に勤務していた職員と学生のやりとりが生協の白石さんという書籍にまとめられ、発売されるほどの話題となった。なお白石さん（白石昌則）が転勤になった後でも質問掲示板と職員とのやり取りは続いており、似たような質問が書き込まれている。

## 施設

### キャンパス

#### 府中キャンパス
- 使用学部：農学部
- 使用研究科：大学院農学府、大学院連合農学研究科、岐阜大学大学院連合獣医学研究科、大学院農学研究院（研究組織）
- 交通アクセス：京王線府中駅、JR武蔵野線北府中駅
- 農学部本館は登録有形文化財に登録されている[47]。

#### 小金井キャンパス
- 使用学部：工学部

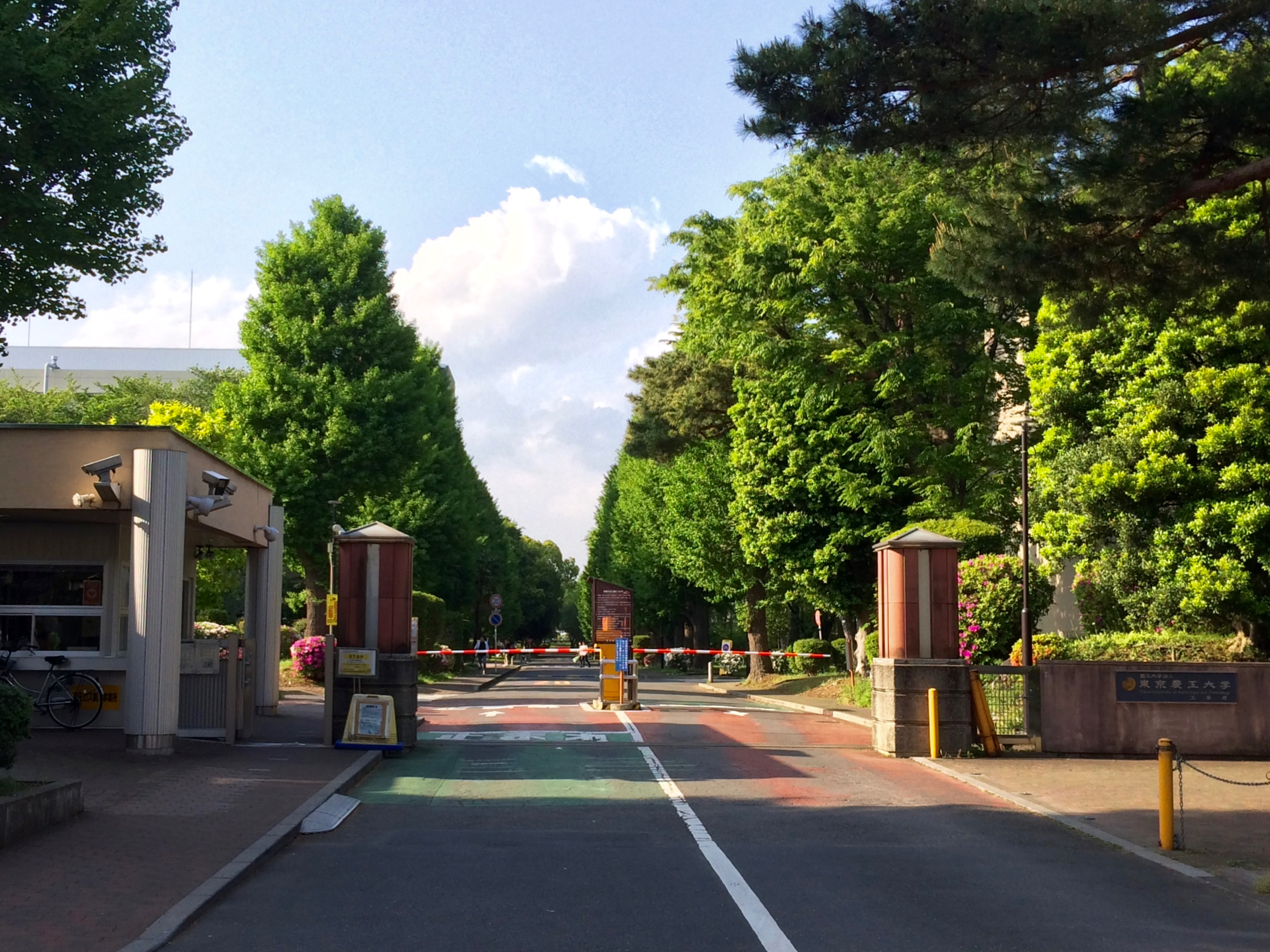
小金井キャンパス正門

- 使用研究科：大学院工学府、大学院生物システム応用科学府、大学院技術経営研究科、大学院工学研究院（研究組織）
- 交通アクセス：JR中央線東小金井駅
- 東京農工大学科学博物館（旧：蚕病試験場参考品陳列館）が併設されている[48]。

#### 「農工大プラスチック削減5Rキャンパス」活動宣言
- 2019年8月9日（金）に、SDGsの達成、2050年石油ベースプラスチックゼロに向けて、使い捨てプラスチックの削減と、課題解決のための新素材の創生等を含めた研究の推進に取り組む「農工大プラスチック削減5Rキャンパス」（TUAT Plastic 5R Campus）活動を宣言した。
- 海洋汚染の原因とされるプラスチックごみの規制は、2019年6月のG20大阪サミットでも焦点の一つとなったが、東京農工大学ではマイクロプラスチック汚染について研究を続けてきた高田秀重農学研究院教授を中心とする農学・工学融合の研究チームを発足し、早期からこの課題に取り組んできた。
- 今回のこの活動宣言に基づいて、東京農工大学では、プラスチック削減策（マイボトル用給水器設置によるペットボトル削減、生協購買部等の学内販売におけるレジ袋の削減及び大学ノベルティーグッズからのプラスチック削減への取組）、教育活動を通じた次世代の育成並びに社会貢献活動を通じた普及啓発活動に取り組んでいる。
- 2019年8月9日(金)に、使い捨てプラスチック削減に向けて、東京農工大学が行う社会貢献活動の一環として、東京都が行うプラスチック削減の普及啓発活動にも協力することを目的に東京都との間で協定を締結した。
- カーボンニュートラルの取り組みの一環として、太陽光発電設備も導入してきている。

#### 太陽光発電設備を導入
- 2021年度においては公益財団法人東京都環境公社の地産地消型再エネ増強プロジェクトの補助金を活用し、大規模な太陽光発電設備を整備した。このことにより府中キャンパスの発電容量は104kWから473kWへ、小金井キャンパスの発電容量は175kWから419kWへと増加した[49]。

### 学生寮
- 大学が運営する学生寮として、小金井キャンパスに男子寮（欅寮）と女子寮（桜寮）、府中キャンパスに女子寮（楓寮）と男女混合寮（檜寮）がある。いずれも経済的困窮度が高い学生を対象とし、入寮願に基づいて選考に選ばれた者が入寮できる[50]。

- 外国人留学生に対しては、欅寮・楓寮・檜寮の定員に留学生枠がある他、両キャンパス内にそれぞれ留学生寮「国際交流会館」が設置されている。また、外国人留学生は小平市にある一橋大学国際学生宿舎（周辺の国立大学の共同運営宿舎）に入寮することもできる[51]。

## 対外関係

### 日本国内の研究機関との協定等

#### 大学
多摩地区国立5大学（単位互換制度や図書館相互利用協定などが締結されている）
- 東京外国語大学
- 電気通信大学
- 東京学芸大学
- 一橋大学

西東京三大学連携（三大学共同の大学院カリキュラムが設置されている）
- 東京外国語大学
- 電気通信大学

その他単位互換大学
- 東京海洋大学
- 琉球大学
- 長岡技術科学大学
- 放送大学学園

連合農学研究科の設置連合大学
- 茨城大学
- 宇都宮大学

連合獣医学研究科の設置連合大学
- 岐阜大学

単位互換制度大学院
- 東京海洋大学

#### 大学以外の研究機関
- 東京都健康長寿医療センター（2025年1月21日）[52]

### 海外の姉妹校協定校
- アジア（75校）
  -  中国
    - 浙江大学 (1986.6.24)
    - 南京林業大学 (1987.6.23)
    - 華東理工大学 (1998.8.31)
    - 中国農業大学 (1998.10.12)
    - 東北林業大学 (1999.9.8)
    - 南京農業大学 (2000.2.29)
    - 瀋陽農業大学 (2000.3.13)
    - 東華大学 (2000.8.14)
    - 東北農業大学 (2002.1.19)
    - 貴州大学 (2004.9.9)
    - 北京郵電大学 (2006.5.8)
    - 雲南民族大学 (2008.4.7)
    - 北京林業大学 (2008.10.15)
    - 大連理工大学 (2008.6.3)
    - 清華大学 (2008.7.7)
    - 中国計量学院 (2009.8.1)
    - 中国環境科学研究院 (2010.10.1)
    - 上海市農業科学院 (2014.9.1)
    - 南京工業大学 (2015.10.1)
    - 合肥工業大学 (2016.4.1)
    - 中国農業科学院・農業資源及び農業地域計画研究所 (2017.2.26)
    - 内モンゴル自治区園芸研究院 (2017.3.3)

  -  台湾
    - 工業技術研究院 (2013.5.22)
    - 国立交通大学 (2014.2.26)

  -  韓国
    - 慶熙大学校 (2003.3.17)
    - 済州大学校 (2009.11.20)
    - 慶尚大学校 (2014.9.1)
    - 全南大学校 (2014.11.1)
    - 慶北大学校 (2015.8.11)

  -  フィリピン
    - ビサヤ州立大学 (2004.3.29)
    - フィリピン大学ロスバニョス校 (2015.8.11)
    - フィリピン大学ディリマン校 (2015.11.30)
    - セントルイス大学 (2016.6.23)
    - デ・ラサール大学 (2016.8.1)

  -  ベトナム
    - カントー大学 (1996.4.6)
    - フエ大学 (2003.10.16)
    - ハノイ科学技術大学 (2010.12.14)
    - ベトナム国家大学ホーチミン市校工科大学 (2010.12.16)
    - ホーチミン市科学大学 (2010.12.16)
    - ホーチミン市国際大学 (2013.3.1)
    - FPT大学 (2014.8.1)
    - ベトナム林業大学 (2014.11.1)
    - ベトナム国立農業大学 (2015.4.1)
    - ノンラム大学 (2015.12.1)
    - チャビン大学 (2016.11.1)

  -  マレーシア
    - マレーシア工科大学 (2011.9.1)
    - マレーシア・プトラ大学 (2013.6.1)
    - マラ工科大学 (2016.5.1)

  -  ブルネイ
    - ブルネイ・ダルサラーム大学 (2015.5.7)

  -  インドネシア
    - ボゴール農科大学 (2000.4.13)
    - バンドン工科大学 (2004.2.27)
    - ガジャ・マダ大学 (2008.8.25)
    - ランプン大学 (2008.11.27)
    - 技術評価応用庁 (2010.6.9)
    - ベテランジョグジャカルタ大学 (2012.10.1)
    - インドネシア大学 (2015.9.18)
    - スンバワ工科大学 (2017.8.1)

  -  ラオス
    - ラオス国立大学 (2006.12.6)

  -  カンボジア
    - カンボジア工科大学 (2005.3.29)
    - カンボジア王立農業大学 (2005.3.30)

  -  タイ
    - チュラーロンコーン大学 (1988.12.23)
    - カセサート大学 (2004.5.12)
    - モンクット王工科大学トンブリー校 (2004.9.16)
    - マヒドン大学 (2005.5.9)
    - 泰日工業大学 (2007.8.3)
    - マハナコーン工科大学 (2010.11.1)
    - チエンマイ大学 (2010.11.11)
    - ナレスアン大学 (2012.9.1)
    - スラナリー工科大学 (2012.12.1)
    - モンクット王工科大学ラートクラバン校 (2013.1.1)

  -  ミャンマー
    - イエジン農業大学 (2004.8.30)

  -  バングラデシュ
    - スタムフォード大学 (2005.12.28)
    - チッタゴン大学 (2014.7.1)
    - ラジシャヒ大学 (2016.8.1)

  -  インド
    - コルカタ大学 (2009.2.28)

  -  ネパール
    - 農林大学 (2013.4.1)

  -  スリランカ
    - ペラデニア大学 (2016.5.12)
- 中東（5校）
  -  アフガニスタン
    - カーブル大学 (2002.5.20)

  -  アラブ首長国連邦
    - UAE大学 United Arab Emirates University (2015.11.18)
    - UAE大学 College of Food and Agriculture United Arab Emirates University (2016.7.17)

  -  トルコ
    - アンカラ大学 (2011.7.6)
    - アンカラ大学 農学部 (2013.9.24)
    - 黒海工科大学 (2014.7.1)
    - イスタンブール工科大学 (2016.1.22)
- アフリカ（3校）
  -  エジプト
    - ベンハー大学 (2010.6.8)

  -  タンザニア
    - ソコイネ農業大学 (2018.10.23)

  -  ガーナ
    - ガーナ大学 (2000.9.20)
- ヨーロッパ（44校）
  -  イギリス
    - ブライトン大学 (2006.1.31)
    - オックスフォード大学 (2013.9.1)
    - リヴァプール大学 (2017.7.1)

  -  フランス
    - モンペリエ大学第1校 (2013.6.1)
    - レンヌ第1大学 (2014.1.1)
    - トゥールーズ第3大学（ポールサバティエ大学）(2015.8.3)
    - ナント通信工学・人工頭脳学研究所 (2015.1.1)
    - パリエストクレイユ大学 (2017.1.1)
    - グルノーブルアルプス大学 (2016.4.1)
    - EIEEEパリ・エンジニア学院 (2018.4.30)

  -  ドイツ
    - アーヘン工科大学 (1982.10.19)
    - ホーエンハイム大学 (2011.2.22)
    - ライン・フリードリヒ・ヴィルヘルム大学ボン (2011.8.11)
    - シュタインバイス大学 (2013.4.1)
    - ミュンヘン工科大学 (2013.4.1)
    - 生物的防除研究所 (2014.7.1)
    - ライプニッツ農業景観研究センター (2016.3.3)

  -  オランダ
    - ヴァーヘニンゲン大学 (2014.7.7)
    - フローニンゲン大学 (2017.5.18)

  -  イタリア
    - ローマ大学 (2008.7.30)
    - ミラノ大学 (2013.7.1)
    - パドヴァ大学 (2015.4.1)
    - マルケ工科大学 (2015.12.23)
    - フィレンツェ大学 (2014.1.22)

  -  スペイン
    - オビエド大学 (2012.10.1)
    - バレンシア大学 (2014.9.16)

  -  ポルトガル
    - リスボン大学 (2015.6.11)

  -  オーストリア
    - ウィーン獣医科大学 (2015.10.20)

  -  スウェーデン
    - スウェーデン王立工科大学 (1999.9.21)
    - カロリンスカ研究所 (2016.8.1)

  -  フィンランド
    - アアルト大学 (2014.2.26)
    - オウル大学 (2016.8.15)

  -  チェコ
    - チェコ工科大学 (1994.4.1)

  -  ポーランド
    - ポーランド日本情報工科大学 (2002.1.15)
    - ヤゲロニア大学 (2018.5.28)

  -  ブルガリア
    - トラキア大学 (2007.6.5)

  -  ウクライナ
    - キエフ工科大学 (2013.10.1)

  -  ロシア
    - 太平洋国立大学 (2003.9.3)
    - モスクワ大学生物学部 (2012.8.1)
    - モスクワ大学土壌学部 (2013.11.1)
    - ロシア科学アカデミー (2017.12.1)

  -  リトアニア
    - アレクサンドラス・ストゥルギンスキス大学 (2016.11.7)

  -  ウズベキスタン
    - ウズベキスタン国立大学 (2007.3.1)
    - タシュケント州立農業大学ヌクス校 (2017.7.1)
- 北アメリカ（10校）
  -  アメリカ合衆国
    - ニューヨーク州立大学バッファロー校 (1992.6.25)
    - パデュー大学 (1993.1.22)
      - ハワイ大学マノア校 (1997.2.28)
      - ハワイ大学マノア校熱帯農業人材大学 (2015.7.1)

    - ハワイ大学マノア校工科大学 (2017.7.5)
    - カリフォルニア大学デービス校 (2002.4.1)
    - コーネル大学 (2012.7.1)
    - カリフォルニア大学リバーサイド校 (2013.11.27)
    - アリゾナ州立大学 (2016.4.11)
    - アリゾナ大学 (2016.5.28)
    - ジョージア大学 (2016.7.1)
    - デューク大学 (2017.8.30)
- 南アメリカ（4校）
  -  メキシコ
    - チャピンゴ自治大学 (2009.2.24)

  -  ペルー
    - ラ・モリーナ国立農業大学 (2012.8.1)

  -  ブラジル
    - パウリスタ総合大学 (1985.6.28)
    - カンピナス州立大学 (2015.2.10)
- その他（1校）
  -  国際連合
    - 国際連合食糧農業機関 (FAO) (2013.6.1)

## 文化財
登録有形文化財
- 農学部本館[53]

1934年に建造された、鉄骨鉄筋コンクリート造3階建ての建物。2000年9月に登録有形文化財として登録された。

## 校歌
- 東京農工大学歌：野上彰作詞、長谷川良夫作曲

## Wiki関係他プロジェクトリンク
- ウィキブックス (Wikibooks)
  - 東京農工大対策